# جائزة السلام الدولية باكس كريستي
تُمنح جائزة السلام الدولية باكس كريستي كل عام منذ عام 1988 من قبل منظمة السلام المسيحية باكس كريستي لمنظمات السلام ونشطاء السلام الآخرين. ينصب التركيز على النشطاء والمنظمات الشعبية الناشطة في صراع مستمر، وتعمل ضد العنف والظلم.  وتعتبر من أهم جوائز السلام التي تمنحها المنظمات الدولية غير الحكومية.  
يتم تمويل الجائزة من قبل صندوق الكاردينال برناردوس ألفرينك للسلام ويقرر مجلس إدارة منظمة باكس كريستي الدولية الفائزين.   عادةً ما يحظى الفائزون بالجوائز السنوية باهتمام وسائل الإعلام في المنافذ الإخبارية الكاثوليكية في جميع أنحاء العالم.   

## المستلمون
- 1988: مارجريدا ماريا ألفيس (الاتحاد الوطني للعمال الزراعيين)، البرازيل
- 1989: لويس بيريز أغيري، الأوروغواي
- 1990: دانا نيمكوفا، جمهورية التشيك
- 1991: أوسرفاتوريو ميريديونالي، إيطاليا
- 1992: يواكيم بينتو دي أندرادي، أنغولا
- 1993: راي ويليامز ودورين بوث ويليامز، الولايات المتحدة الأمريكية
- 1994: خوسيه مبوندو إيبوتو، جمهورية الكونغو الديمقراطية
- 1995: جانينا أوشوجسكا، بولندا
- 1996: فرانجو كوماريكا، هادزي هيلوفيتش، يلينا سانتيتش، جوردانا ستويانوفيتش، كرواتيا، البوسنة والهرسك، صربيا.
- 1997: دومينغوس سواريس وماريا دي لورديس مارتينز كروز، تيمور الشرقية
- 1998: لوريان نتيزيمانا وموديست مونجواراريبا، رواندا
- 1999: زمالة كلونارد فيتزروي، أيرلندا الشمالية
- 2000: آن بيتيفور ولورا فارغاس (اليوبيل 2000)، المملكة المتحدة وبيرو
- 2001: إيدي كنيبون وتيستا سيتافيد، أستراليا
- 2002: روبرتو لايسون، الفلبين
- 2003: فرانجو ستارسيفيتش، كرواتيا
- 2004: سيرجيو فييرا دي ميلو، البرازيل
- 2005: جاك ديلو، فرنسا
- 2006: أوغاريت يونان ورامي جورج خوري، لبنان، فلسطين / الأردن
- 2007: متحف المرأة النشط للحرب والسلام، اليابان
- 2008: لويز فلافيو كابيو، البرازيل
- 2009: جوستين ماسيكا بيهامبا، جمهورية الكونغو الديمقراطية
- 2010: لويس رفائيل ساكو، العراق
- 2011: بونتانيما، البوسنة والهرسك
- 2012: جون أونايكان، نيجيريا
- 2013: ميموريال، روسيا
- 2014: خدمة اللاجئين اليسوعيين، سوريا
- 2015: مجموعة النساء والسلام والأمن للتأمل والعمل، كولومبيا
- 2016: اللجنة الكاثوليكية للعدالة والسلام الباكستانية ومفوضية حقوق الإنسان الباكستانية، باكستان
- 2017: ZODEVITE ، المكسيك
- 2018: تحالف بلا حدود، الولايات المتحدة الأمريكية
- 2019: محامون أوروبيون في ليسفوس (ELIL)، اليونان
- 2020: محاربو المناخ في المحيط الهادئ [4]
- 2023: منتدى العائلات الثكلى الفلسطيني/ الاسرائيلي

## روابط خارجية
- الموقع الرسمي